# Markowskoje (rejon mieżdurieczeński)
Markowskoje (ros. Марковское) – wieś w Rosji, w rejonie mieżdurieczeńskim obwodu wołogodzkiego. W 2010 r. liczyła 11 mieszkańców.